# Большое Луговое
Большое Луговое (фин. Mustajärvi) — пресноводное озеро на территории Раздольевского сельского поселения Приозерского района Ленинградской области.

## Физико-географическая характеристика
Площадь озера — 0,3 км². Располагается на высоте 46,0 метров над уровнем моря.
Форма озера двухлопастная. Берега каменисто-песчаные, преимущественно возвышенные.
С юго-восточной стороны озера вытекает безымянный водоток, впадающий с левого берега в реку Волчью, являющуюся притоком реки Вуоксы.
Острова на озере отсутствуют.
К северо-востоку от озера проходит дорога местного значения 41К-017.
Населённые пункты вблизи водоёма отсутствуют.
Название озера переводится с финского языка как «тёмное озеро».
Код объекта в государственном водном реестре — 01040300211102000012189.